# 阿什迪普·辛格
阿什迪普·辛格（英語：Arshdeep Singh，1999年2月5日—）是一名印度职业板球运动员，他也是印度國家板球隊成員。 他曾效力于First-class cricket、List A cricket、Punjab以及印度板球超級聯賽球隊Punjab Kings 。2022年7月，他首次代表印度队出場。

## 早期生活
阿什迪普·辛格生于中央邦的一个锡克教家庭，他的父亲在中央工业安全部队任职。后来辛格的家人搬到了昌迪加尔附近。他开始和附近的男孩一起打板球。2015年，阿什迪普·辛格加入昌迪加尔板球学院。